# Municipio de Walnut (condado de Saline)
El municipio de Walnut (en inglés: Walnut Township) es un municipio ubicado en el condado de Saline en el estado estadounidense de Kansas. En el año 2010 tenía una población de 538 habitantes y una densidad poblacional de 5,75 personas por km².

## Geografía
El municipio de Walnut se encuentra ubicado en las coordenadas 38°44′3″N 97°31′50″O / 38.73417, -97.53056. Según la Oficina del Censo de los Estados Unidos, el municipio tiene una superficie total de 93.63 km², de la cual 92,92 km² corresponden a tierra firme y (0,75 %) 0,7 km² es agua.

## Demografía
Según el censo de 2010, había 538 personas residiendo en el municipio de Walnut. La densidad de población era de 5,75 hab./km². De los 538 habitantes, el municipio de Walnut estaba compuesto por el 95,35 % blancos, el 0,56 % eran afroamericanos, el 0,74 % eran amerindios, el 0,19 % eran asiáticos, el 1,3 % eran de otras razas y el 1,86 % eran de una mezcla de razas. Del total de la población el 4,28 % eran hispanos o latinos de cualquier raza.